# Hiraes
Hiraes — німецький мелодійний дез-метал гурт з Оснабрюка, створений у 2020 році.
До складу гурту Hiraes входять колишні учасники гурту Dawn of Disease та колишня вокалістка гурту Critical Mess, Брітта Гьорц.

## Історія
У 2020 році колишні учасники гурту Dawn of Disease об’єдналися зі співачкою гурту Critical Mess, Бріттою Гьорц і створили гурт Hiraes.
Гурт Dawn of Disease розпався після відходу співака Томаша Вишневського (Tomasz Wisniewski), який у 2020 році почав повністю зосереджуватися на проєкті Nyktophobia.
До цього моменту гурт Dawn of Disease випустив п'ять студійних альбомів.
Співачка Брітта Гьорц також випустила загалом п’ять студійних альбомів зі своїм колишнім гуртом Cripper, а потім ще два студійні альбоми зі своїм наступником гуртом Critical Mess.
25 червня 2021 року гурт Hiraes випустив дебютний студійний альбом Solitary на лейблі Napalm Records. В інтерв'ю музичному журналу Rock Hard, Брітта Гьорц сказала, що всі пісні на альбомі були написані, коли гурт був вже повністю сформований, але все ще не отримав назву.
Назва гурту походить від валлійського слова Hiraeth, що означає ностальгію, меланхолію, прихильність до місць з минулого, яких ніколи не існувало, і тугу за ними. «Наша музика це дуже добре відображає», — пояснює Гьорц.
В інтерв’ю музичному журналу Metal Hammer, гурт розповідає, наскільки пандемія вплинула на їхню музичну творчість. У той час як альбом Solitary тематично присвячений досвіду самотності під час пандемії, альбом Dormant має справу з пошуком власного шляху, стійкості та внутрішньої сили.
Другий альбом гурту Hiraes, Dormant, був випущений 24 січня 2024 року знову ж таки на лейблі Napalm Records і досяг 36 місця в німецьких чартах альбомів.

## Музичний стиль
Музичний стиль гурту Hiraes описують як суміш стилів гуртів Arch Enemy та The Halo Effect і порівнюють із величними представниками жанру мелодійний дез-метал: Dark Tranquility, Insomnium, In Flames, Soilwork. Кажуть, що ударний ритм у поєднанні з благородними ладами соло-гітари також нагадує гурт Amon Amarth.
Дебютний альбом Solitary – це анахронічний і водночас сучасний мелодійний дез-метал альбом із класичним скандинавським впливом.
Гурт Hiraes покладається на драму, мелодію та захоплюючі гітари. Пісні альбому Solitary здебільшого в середньому темпі, а короткі брутальні спалахи, як-от заголовна пісня альбому, здаються ще більш насиченими.
Другий альбом гурту, Dormant, описується як брутальний, але все ще дуже мелодійний. Основна увага приділяється багатогранним гітарним мотивам і різноманітній грі на барабанах, які стильно підкріплені гармонійно створеними електронними звуками. Вокалістка Брітта Гьорц вражає своїм атмосферним чистим співом у пісні Undercurrent і на сьогодні це ймовірно найсильніше виконання за всю її кар'єру.

## Дискографія
Студійні альбоми
- Solitary (2021, Napalm Records)
- Dormant (2024, Napalm Records)